# 溫莎 (緬因州)
溫莎（英語：Windsor）是一個位於美國緬因州肯納貝克縣的市鎮。

## 人口
根據2020年美國人口普查的數據，溫莎的面積為92.00平方千米，當中陸地面積為89.74平方千米，而水域面積為2.25平方千米。當地共有人口2632人，而人口密度為每平方千米29人。